# Mooswälder bei Freiburg
Das FFH-Gebiet Mooswälder bei Freiburg in Baden-Württemberg wurde 2005 durch das Regierungspräsidium Freiburg angemeldet. Mit Verordnung des Regierungspräsidiums Freiburg zur Festlegung der Gebiete von gemeinschaftlicher Bedeutung vom 25. Oktober 2018 (in Kraft getreten am 11. Januar 2019) wurde das Schutzgebiet ausgewiesen.

## Lage
Das 5086,7 Hektar große Schutzgebiet Mooswälder bei Freiburg liegt im Naturraum Freiburger Bucht. Es liegt zu 49 % auf dem Gebiet der kreisfreien Stadt Freiburg im Breisgau, zu 21 % im Landkreis Emmendingen mit den Gemeinden Reute und Teningen und zu 29 % im Landkreis Breisgau-Hochschwarzwald mit den Gemeinden Gottenheim, Merdingen, Schallstadt, Umkirch und March.

## Schutzzweck

### Lebensraumtypen
Folgende Lebensraumtypen nach Anhang I der FFH-Richtlinie kommen im Gebiet vor:
| EU Code | * | Lebensraumtyp (offizielle Bezeichnung)                                                                          | Kurzbezeichnung                              |
| ------- | - | --- | -------------------------------------------- |
| 3150    |   | Natürliche eutrophe Seen mit einer Vegetation des Magnopotamions oder Hydrocharitions                           | Natürliche nährstoffreiche Seen              |
| 3260    |   | Flüsse der planaren bis montanen Stufe mit Vegetation des Ranunculion fluitantis und des Callitricho-Batrachion | Fließgewässer mit flutender Wasservegetation |
| 6510    |   | Magere Flachland-Mähwiesen (Alopecurus pratensis, Sanguisorba officinalis)                                      | Magere Flachland-Mähwiesen                   |
| 9160    |   | Subatlantischer oder mitteleuropäischer Stieleichenwald oder Eichen-Hainbuchenwald (Carpinion betuli)           | Sternmieren-Eichen-Hainbuchenwald            |
| 91E0    | * | Auen-Wälder mit Alnus glutinosa und Fraxinus excelsior (Alno-Padion, Alnion incanae, Salicion albae)            | Auenwälder mit Erle, Esche, Weide            |

### Arteninventar
Folgende Arten von gemeinschaftlichem Interesse kommen im Gebiet vor:
| Bild                | EU Code | * | Art                 | wissenschaftlicher Name   | Artengruppe           |
| ------------------- | ------- | - | ------------------- | ------------------------- | --------------------- |
| Kleine Flussmuschel | 1032    |   | Kleine Flussmuschel | Unio crassus              | Muscheln              |
| Helm-Azurjungfer    | 1044    |   | Helm-Azurjungfer    | Coenagrion mercuriale     | Libellen              |
| Großer Feuerfalter  | 1060    |   | Großer Feuerfalter  | Lycaena dispar            | Schmetterlinge        |
| Hirschkäfer         | 1083    | * | Hirschkäfer         | Lucanus cervus            | Käfer                 |
| Dohlenkrebs         | 1092    |   | Dohlenkrebs         | Austropotamobius pallipes | Krebse                |
| Bachneunauge        | 1096    |   | Bachneunauge        | Lampetra planeri          | Fische und Rundmäuler |
| Bitterling          | 1134    |   | Bitterling          | Rhodeus sericeus          | Fische und Rundmäuler |
| Kammmolch           | 1166    |   | Kammmolch           | Triturus cristatus        | Amphibien             |
| Gelbbauchunke       | 1193    |   | Gelbbauchunke       | Bombina variegata         | Amphibien             |
| Wimperfledermaus    | 1321    |   | Wimperfledermaus    | Myotis emarginatus        | Säugetiere            |
| Bechsteinfledermaus | 1323    |   | Bechsteinfledermaus | Myotis bechsteinii        | Säugetiere            |
| Großes Mausohr      | 1324    |   | Großes Mausohr      | Myotis myotis             | Säugetiere            |
| Grünes Besenmoos    | 1381    |   | Grünes Besenmoos    | Dicranum viride           | Moose                 |
|                     | 1387    |   | Rogers Goldhaarmoos | Orthotrichum rogeri       | Moose                 |

### Zusammenhängende Schutzgebiete
Folgende Naturschutzgebiete liegen ganz oder Teilweise innerhalb des FFH-Gebiets:
- Honigbuck
- Arlesheimersee
- Gaisenmoos
- Freiburger Rieselfeld
- Mühlmatten
- Humbrühl-Rohrmatten
- Neuhausener Mooswald
- Teninger Unterwald